# Cahuita

Karibisches Holzhaus in Cahuita

Cahuita ist ein Dorf mit etwa 3000 Einwohnern an der Karibikküste des mittelamerikanischen Staates Costa Rica. Es liegt ca. 43 km südöstlich von Limón und 15 km nördlich von Puerto Viejo. Der Ort ist eines der Zentren für Individualtourismus in Costa Rica. 1991 wurde die Gegend durch ein Erdbeben weitgehend zerstört.
Zu Cahuita gehört der zweitälteste Nationalpark des Landes, in dem unter anderem Brüllaffen, Kapuzineraffen und Faultiere leben. Die Landfläche des Parks umfasst etwa 1068 Hektar.

## Nationalpark Cahuita (Cahuhita)
Das Korallenriff um das bekannte touristische Städtchen ist durch das große und schwere Erdbeben 1991 um fast einen Meter angehoben worden, die Abwässer haben ein Übriges zur Zerstörung beigetragen. Es existieren zwar noch einige Stöcke, aber nur die Fischer können einen gezielt dorthin bringen.
Beobachten kann man im Nationalpark u. a. Helmbasilisken. Ausgewachsene Männchen verfügen über bei Gefahr und Revier-/Dominanzgebaren aufstellbare, knorpelige Kopf-, Rücken- und Schwanzkämme, um beeindruckend und gefährlich auszusehen. Zu ihnen gesellt sich der Grüne Leguan, der mit bis zu 55 cm bedrohlich aussieht, aber ebenfalls harmlos ist. Mit langen Beinen und Häuten zwischen den Zehen ist der Helmbasilisk ausgestattet. Er kann beträchtliche Strecken auf der Wasseroberfläche mit einer Geschwindigkeit von bis zu 12 km/h zurücklegen, weswegen sie im Englischen auch als "Jesus Christ Lizard" bezeichnet werden. Weißschulterkapuzineraffen und Mantelbrüllaffen können in den Bäumen beobachtet werden. Blattschneiderameisen tragen Blattstückchen zu ihrer Kolonie, um ihre Pilzgärten zu versorgen, von deren Fruchtkörpern sie eigentlich leben, Baumtermiten bilden eindrucksvolle Nester, die mit den krebsartigen Wucherungen an Baumstämmen in westlichen Breiten erinnern. Im Unterholz kann man auf den Krabbenwaschbären mit seinem hellbraunen, schwarz geringelten Schwanz stoßen. Hunderttausende von beigen Landkrabben haben sich überall eingegraben. Die wunderschönen Helikonien zählten früher zu den Bananengewächsen, werden aber heute in einer eigenen Pflanzenfamilie mit nur einer Gattung und 100 bis 150 Arten geführt. Davon kommen 30 nur in Costa Rica (endemisch) vor. Zu den bekanntesten Bromelien gehört die auch wild vorkommende Ananas. Der inzwischen pandemische Baum der Reisenden (Fam. Musaceae) stammt eigentlich von Madagaskar. Über seine Namensentstehung gibt es eine nette, aber nicht zutreffende Variante: die riesigen fächerförmig angeordneten Blätter bewegen sich im Wind wie eine winkende Hand, die scheinbar einen Reisenden aus großer Entfernung begrüßt oder verabschiedet. In Wirklichkeit erhielt die bananenähnliche Staude – auch wenn sie wie eine Palme aussieht – ihren Namen durch die natürlichen 1½ l fassenden Wasserspeicher am Grunde ihrer Blattachseln, die Dürstende versorgen können. Das Wasser ist allerdings meist verunreinigt und nur für den absoluten Notfall geeignet. Schöne, blaue Blaue Morphofalter verfügen nicht über gefärbte Schuppen, sondern mikroskopische Rillen, die nur das blaue Licht reflektieren. Somit kann die Farbe auch nicht "abgerieben" werden, wie bei anderen Schmetterlingen.

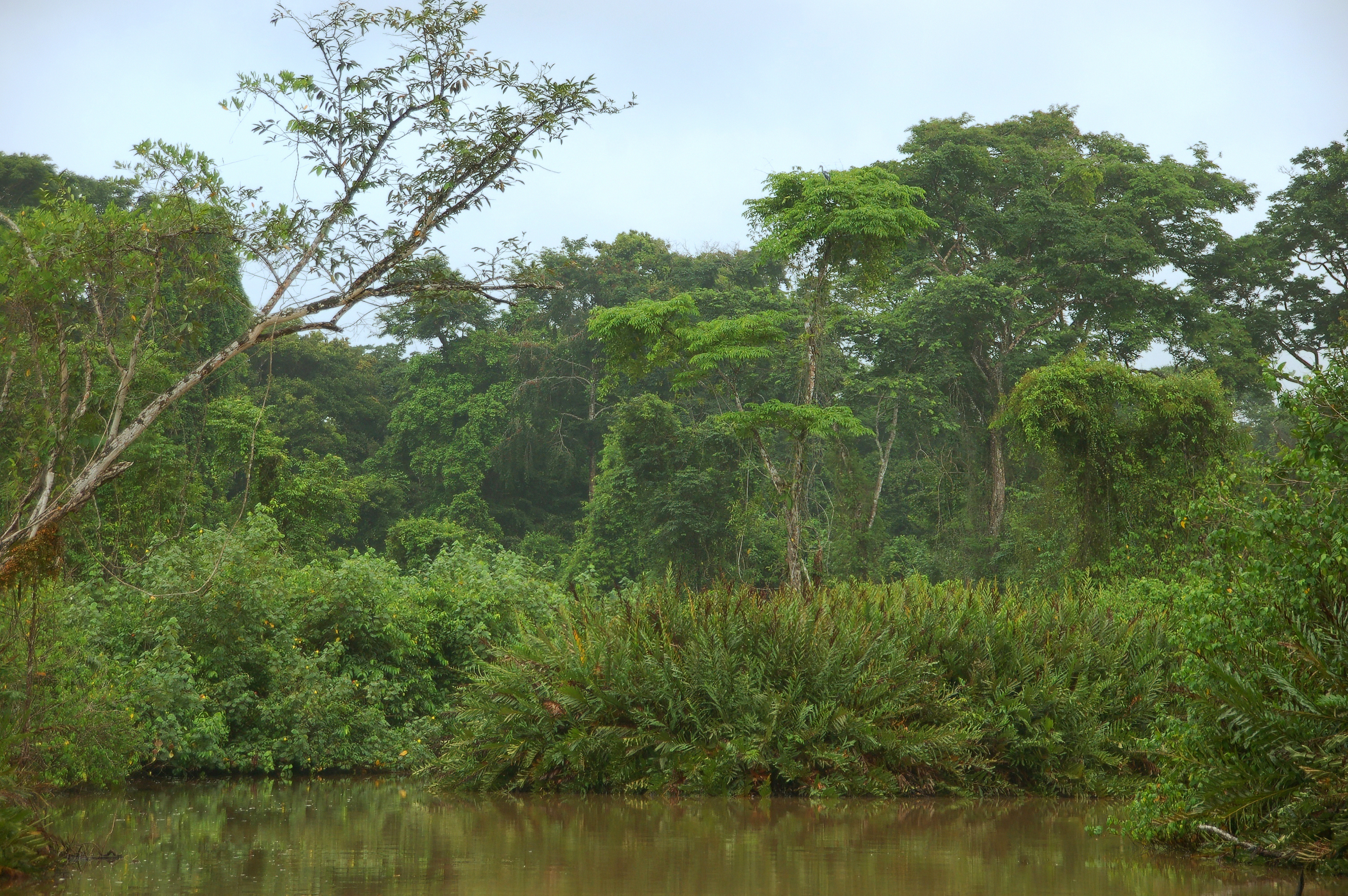
Küstennaher Wald im Nationalpark
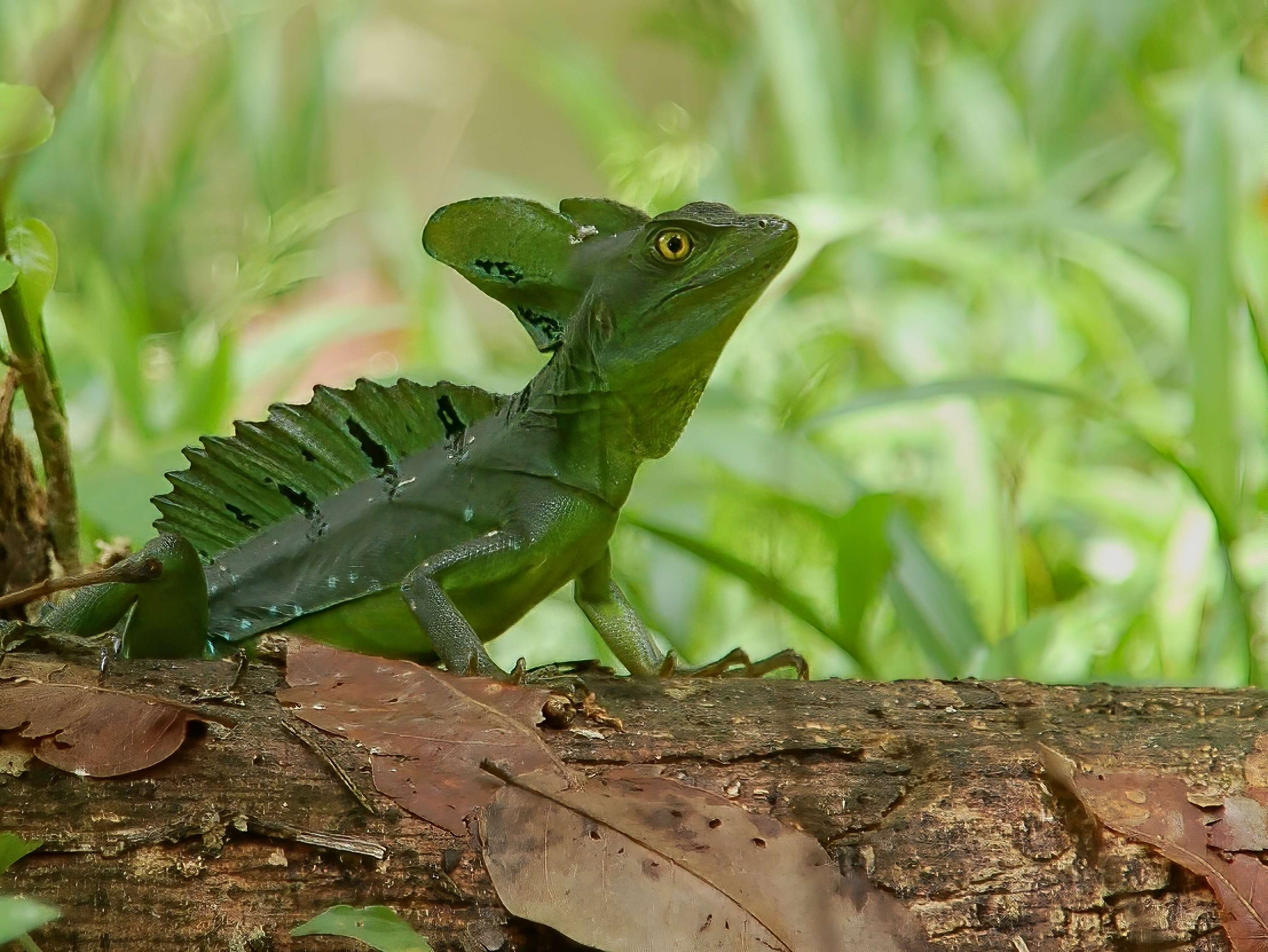
Grüner Basilisk im Nationalpark
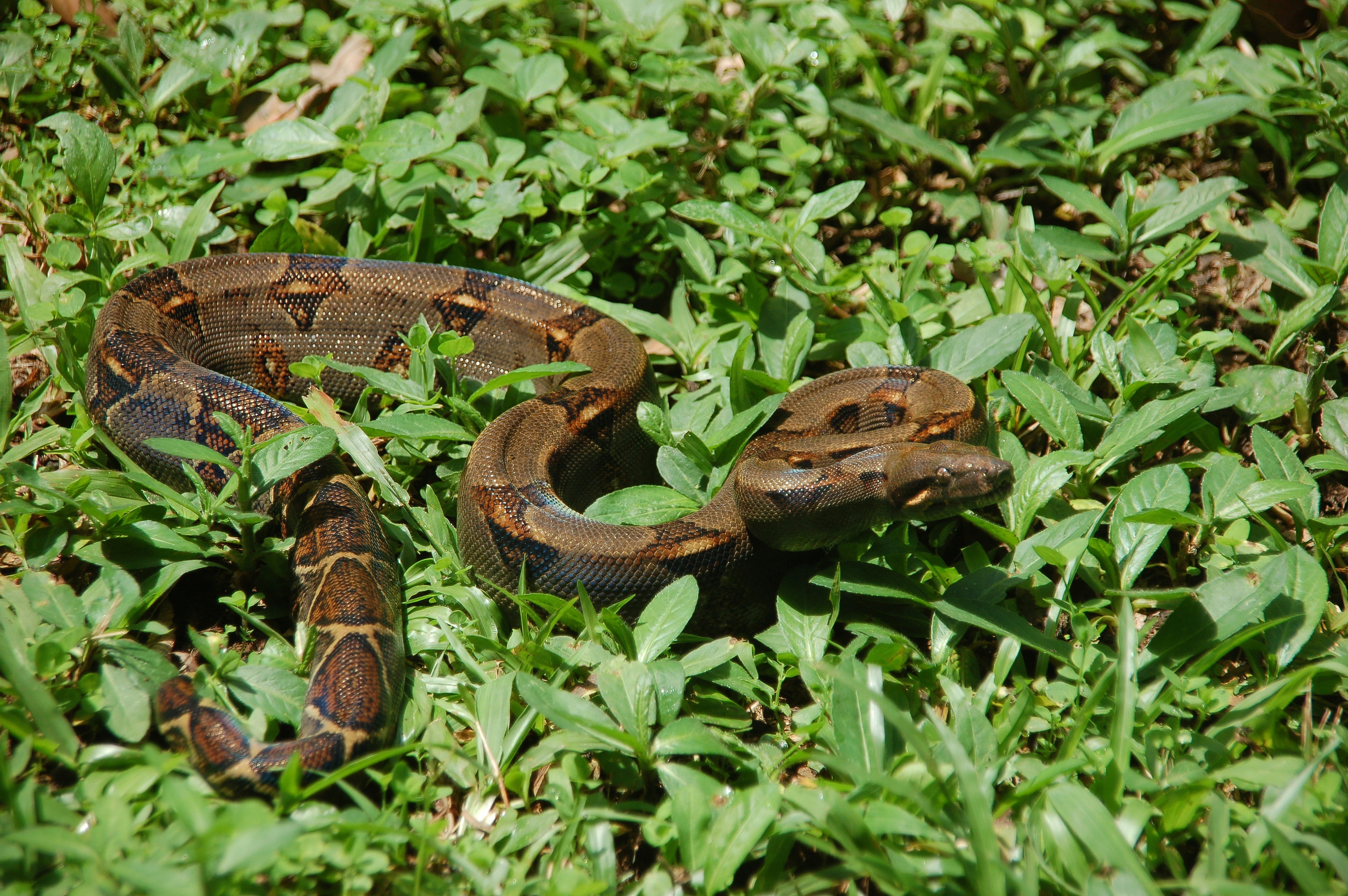
Boa Constrictor in Cahuita